# West Tower
West Tower (in italiano Torre Ovest) è un grattacielo di 40 piani situato a Liverpool, in Inghilterra. L'edificio fu la seconda torre ad essere costruita da Carillion a Liverpool per gli investitori immobiliari Beetham, che ora usano l'edificio come quartier generale.
Con un'altezza di 140 metri (459 piedi) e 40 piani, la West Tower è l'edificio più alto di Liverpool, il 24 ° più alto del Regno Unito e il 118 ° più alto nell'Unione europea. L'edificio offre panorami sulla città, sulla Mersey fino al Wirral e fino a Blackpool. I primi cinque piani sono la nuova sede della Beetham Organization e gli altri piani, a parte il 34, sono stati suddivisi in appartamenti di lusso e attici.
Tuttavia, a differenza di Radio City Tower, la West Tower non ha antenne sul tetto. Pertanto, considerando l'altezza senza antenne, la West Tower è l'edificio più alto di Liverpool.